# Tinh vân phản xạ

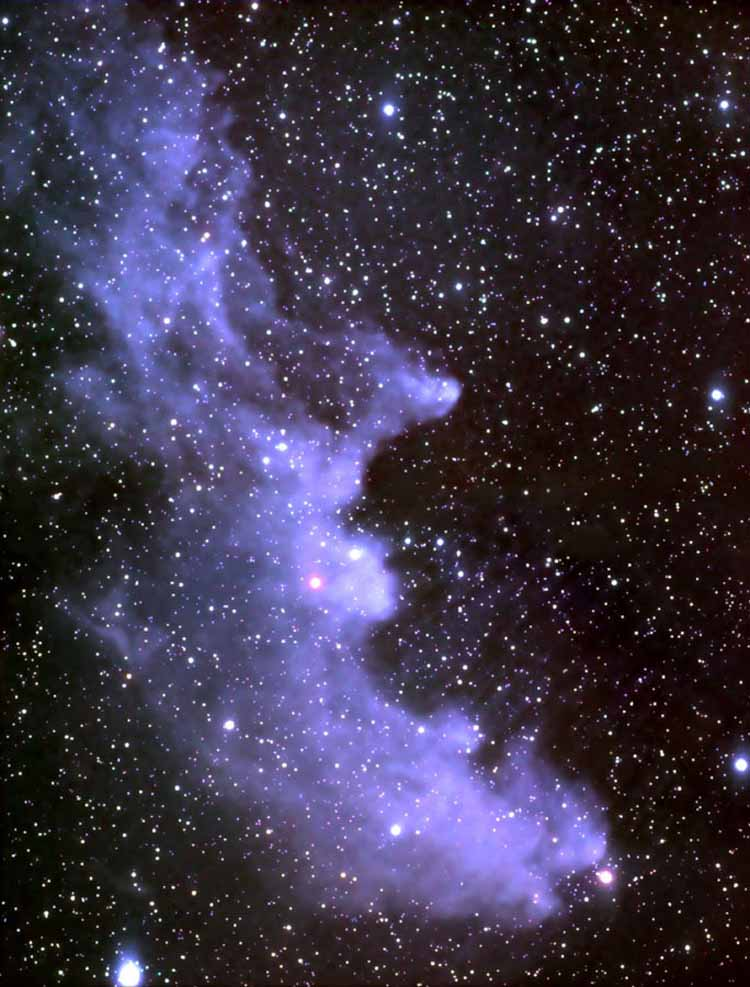
Tinh vân phản xạ Đầu phù thủy (IC2118), khoảng 1.000 năm ánh sáng từ Trái Đất, gắn liền với ngôi sao sáng Rigel (sao Sâm 7) trong chòm sao Lạp Hộ (Orion). Tinh vân phát sáng chủ yếu là do ánh sáng phản xạ từ Rigel, nằm ở ngay phía ngoài mé trên bên phải của hình. Bụi mịn trong tinh vân phản xạ ánh sáng. Màu xanh lam không phải là domàu xanh lam của Rigel mà là do các hạt bụi phản xạ ánh sáng xanh lam tốt hơn ánh sáng đỏ.

Trong thiên văn học, tinh vân phản xạ là các tinh vân bao gồm bụi và khí đơn giản chỉ phản xạ ánh sáng từ các ngôi sao cận kề chiếu tới. Năng lượng từ các ngôi sao này là không đủ để ion hóa khí của tinh vân để tạo ra tinh vân phát xạ, nhưng đủ để tạo ra sự tán xạ làm cho bụi trở thành nhìn thấy được. Vì thế, phổ tần số chỉ ra bởi các tinh vân phản xạ là tương tự như phổ tần số của các ngôi sao chiếu sáng chúng. Trong số các hạt vi thể chịu trách nhiệm cho sự tán xạ là các hạt hợp chất cacbon (như bụi kim cương) và các hợp chất của các nguyên tố khác như sắt và niken. Hai nguyên tố sau có từ tính và thường là các hợp chất của chúng dóng thẳng hàng với từ trường của thiên hà và làm cho ánh sáng tán xạ hơi bị phân cực. Edwin Hubble đã phân biệt các tinh vân phản xạ với các tinh vân phát xạ vào năm 1922.
Các tinh vân phản xạ thường có màu xanh lam do tán xạ có hiệu quả hơn về phía các sóng ánh sáng có bước sóng ngắn (lam) hơn là các sóng ánh sáng có bước sóng dài (đỏ). Hiện tượng này là tương tự như quá trình tán xạ làm cho bầu trời có màu xanh lam và hoàng hôn có màu vàng đỏ.
Các tinh vân phản xạ và phát xạ thường được nhìn thấy cùng nhau và đôi khi được nói tới như là các tinh vân khuếch tán. Một ví dụ là tinh vân Lạp Hộ.
Người ta đã biết khoảng 500 tinh vân phản xạ. Trong số các tinh vân phản xạ đẹp nhất là các tinh vân bao quanh các ngôi sao của cụm sao phân tán Tua Rua (Pleiades). Một tinh vân phản xạ xanh lam có thể thấy trong cùng khu vực của bầu trời là tinh vân Trifid. Sao khổng lồ Antares, là một ngôi sao rất đỏ (lớp quang phổ M1), được bao quanh là một tinh vân phản xạ lớn màu đỏ.
Các tinh vân phản xạ cũng có thể là nơi hình thành sao.
Năm 1922, Hubble đã công bố kết quả nghiên cứu của ông về các tinh vân sáng. Một phần của công trình này là định luật độ sáng Hubble cho các tinh vân phản xạ với mối tương quan giữa kích thước góc (R) của tinh vân và cấp sao biểu kiến (m) của ngôi sao gắn liền với nó:
5 log(R) = -m + k
trong đó k là một hằng số phụ thuộc vào độ nhạy của thiết bị đo.